# Victor Young
Pour les articles homonymes, voir Young.

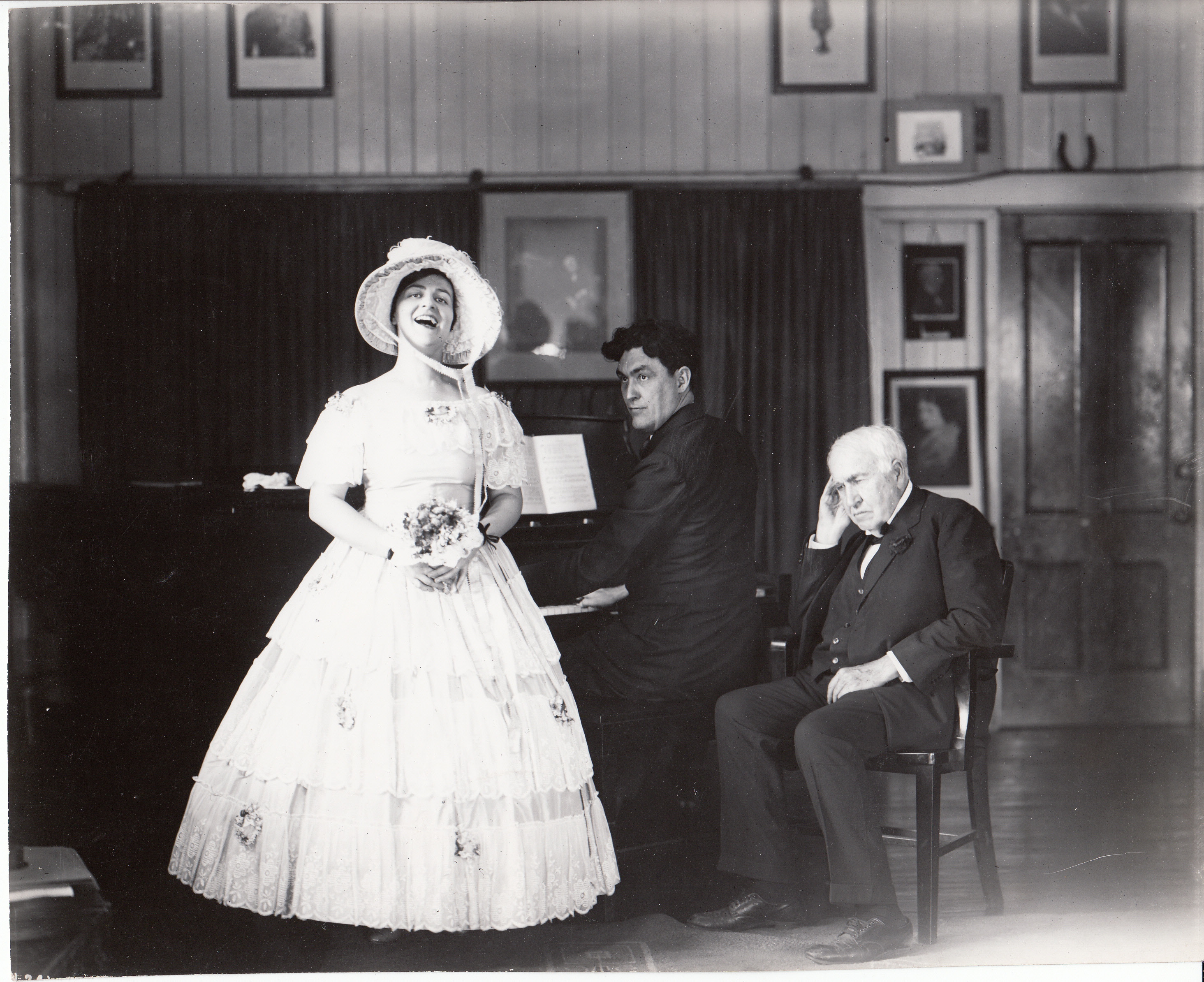
Thomas Edison écoutant Helen Davis chanter, Victor Young au piano, dans la salle de musique du bâtiment 5 du laboratoire d'Edison à West Orange en 1912

Victor Young est un compositeur américain né le 8 août 1900 à Chicago, Illinois (États-Unis), mort le 10 novembre 1956 à Palm Springs (Californie).

## Biographie
Né dans une famille de musiciens juifs, son père est membre d'une troupe d'opéra itinérante. Il fait étudier à Victor le violon à l'âge de six ans puis l'envoie en Pologne en 1910 séjourner chez ses grands-parents et étudier la musique au Conservatoire impérial de Varsovie. Victor travaille ensuite le piano à Paris avec Isidor Philipp. Il revient en 1920 aux États-Unis et entre dans l'orchestre du Central Park de Chicago. Il part pour Los Angeles et est engagé comme violoniste dans l'orchestre du Million dollar theatre de l'imprésario Sid Grauman.
Il est nommé directeur musical des théâtres de la Paramount puis au milieu des années 1930 part pour Hollywood où il compose de la musique de film, enregistre de la musique populaire et fournit des arrangements pour des chanteurs populaires comme Bing Crosby.
Il entame une fructueuse collaboration avec le réalisateur Cecil B. DeMille (Les Tuniques écarlates, Les Conquérants d'un nouveau monde, Samson et Dalila, Sous le plus grand chapiteau du monde).
On lui doit également la musique de grands classiques comme Rio Grande et L'homme tranquille pour John Ford, Pour qui sonne le glas de Sam Wood, le film d'aventures Scaramouche de George Sidney, les westerns L'Homme des vallées perdues et Johnny Guitare (chanson Johnny Guitar), ou encore Le Tour du monde en quatre-vingts jours pour lequel il obtint l'Oscar de la meilleure musique en 1957 à titre posthume, étant mort, d'une hémorragie cérébrale en 1956, plusieurs mois avant la cérémonie.

## Filmographie

### Comme compositeur

#### Années 1920
- 1929 : In Old California

#### Années 1930
- 1932 : A Bride Mail
- 1936 : Transatlantic Follies (Anything Goes) de Lewis Milestone
- 1936 : Soupe au lait ( La Voie Lactée)
- 1936 : Cœur de l'Ouest (en)
- 1936 : Fatal Lady (en)
- 1936 : La princesse Rencontre
- 1936 : Poppy de A. Edward Sutherland
- 1936 : Spendthrift
- 1936 : Ma femme américaine (en) (My American Wife) de Harold Young
- 1937 : Champagne valse (Champagne Waltz)
- 1937 : Woman John Meade
- 1937 : Le Démon sur la ville (Maid of Salem), de Frank Lloyd
- 1937 : Trompette Blues (Swing High, Swing Low)
- 1937 : L'Amour à Waikiki (Waikiki Wedding) de Frank Tuttle
- 1937 : Place aux jeunes (Make Way for Tomorrow)
- 1937 : Mountain Music (en)
- 1937 : La Vie facile (Easy Living)
- 1937 : Âmes à la mer (Souls at Sea)
- 1937 : Vogues de 1938
- 1937 : Double or Nothing (en)
- 1937 : Le Voilier maudit (Ebb Tide), de James P. Hogan
- 1937 : Une nation en marche (Wells Fargo) de Frank Lloyd
- 1938 : The Gladiator
- 1938 : Armée Girl
- 1938 : Overland Stage Raiders
- 1938 : Prairie Moon (en)
- 1938 : Peck's Bad Boy with the Circus
- 1938 : Flirting with Fate
- 1938 : fédérale chasse a l'homme
- 1939 : Lune de miel à Bali (Honeymoon in Bali) d'Edward H. Griffith
- 1939 : Embuscade
- 1939 : Home on the Prairie (en)
- 1939 : Fisherman's Wharf
- 1939 : Pacific Express (Union Pacific)
- 1939 : Man of Conquest
- 1939 : Undercover médecin
- 1939 : The Gracie Allen Murder Case
- 1939 : Patrimoine du désert
- 1939 : Grand Jury Secrets
- 1939 : Way Down South
- 1939 : Island of Lost Men
- 1939 : Nos Leading Citizen
- 1939 : Death of a Champion
- 1939 : Bataille rangée (en) (Range War)  de Lesley Selander
- 1939 : L'Esclave aux mains d'or (Golden Boy)
- 1939 : Téléviseur Spy
- 1939 : The Kansas Terrors
- 1939 : Nos Voisins - Les charretiers
- 1939 : The Night of Nights de Lewis Milestone
- 1939 : The Llano Kid
- 1939 : Deuxième à gauche (All Women Have Secrets)
- 1939 : Les Voyages de Gulliver (Gulliver's Travels) de  Dave Fleischer
- 1939 : La Lumière qui s'éteint (The Light That Failed) de William A. Wellman
- 1939 : Raffles, gentleman cambrioleur (Raffles)

#### Années 1940
- 1940 : Santa Fe Maréchal
- 1940 : Rancho Grande (en)
- 1940 : L'Escadron noir (Dark Command) de Raoul Walsh
- 1940 : The Light of Western Stars
- 1940 : libérations conditionnelles Fixer
- 1940 : Buck Benny Rides Again (en)
- 1940 : Quand la chair succombe (The Way of All Flesh) de Louis King
- 1940 : En route vers Singapour (Road to Singapore)
- 1940 : Le Mystère du château maudit (The Ghost Breakers)
- 1940 : Les Tuniques écarlates (North West Mounted Police)
- 1940 : Les Déracinés (Three Faces West)
- 1940 : Those Were the Days !
- 1940 : Mystery Sea Raider
- 1940 : Je veux un divorce
- 1940 : Éveille-toi mon amour (Arise, my love) de Mitchell Leisen
- 1940 : Knights of the Range
- 1940 : Dancing on a Dime
- 1940 : Trois hommes du Texas(Three Men from Texas)
- 1940 : A Night at Earl Carroll
- 1940 : Nuits Birmanes  (Moon Over Burma)
- 1940 : Arizona
- 1941 : Une nuit à Lisbonne (One Night in Lisbon)
- 1941 : En route vers Zanzibar (Road to Zanzibar)
- 1941 : The Mad Doctor
- 1941 : The Roundup
- 1941 : L'Escadrille des jeunes (I Wanted Wings)
- 1941 : Le Tombeur du Michigan (Reaching for the Sun)
- 1941 : L'Engagé volontaire (Caught in the Draft)
- 1941 : Aloma, princesse des îles (Aloma of the South Seas)
- 1941 : Par la porte d'or (Hold Back the Dawn)
- 1941 : Buy Me That Town
- 1941 : Jesse James at Bay
- 1941 : La Folle alouette (Skylark)
- 1941 : Nuit de Janvier 16ème
- 1941 : Vedette à tout prix (Kiss the Boys Goodbye)
- 1941 : Cœurs printaniers (Glamour Boy) de Ralph Murphy
- 1942 : En route vers le Maroc (Road to Morocco)
- 1942 : André et les Fantômes (The Remarkable Andrew) de Stuart Heisler
- 1942 : L'Inspiratrice (The Great Man's Lady)
- 1942 : Take a Letter, Darling
- 1942 : Mabok, l'éléphant du diable (Beyond the Blue Horizon)
- 1942 : Les Tigres volants (film) (Flying Tigers)
- 1942 : La Clé de verre (The Glass Key)
- 1942 : La Fille de la forêt (The Forest Rangers)
- 1942 : Mme Wiggs du correctif de chou
- 1942 : Madame et ses flirts (The Palm Beach Story)
- 1942 : Les Naufrageurs des mers du Sud (Reap the Wild Wind) de Cecil B. DeMille
- 1942 : La Reine de l'argent (Silver Queen)
- 1942 : Trois Gouttes de poison (Sweater Girl) de William Clemens
- 1943 : La Boule de cristal (The Crystal Ball)
- 1943 : Young and Willing
- 1943 : La Dangereuse Aventure(No Time for Love)
- 1943 : Le Défilé de la mort (China), de John Farrow
- 1943 : La Vallée infernale (Buckskin Frontier) de Lesley Selander
- 1943 : Pour qui sonne le glas (For Whom the Bell Tolls)
- 1943 : Otages
- 1943 : Pris sur le vif (True to Life) de George Marshall
- 1944 : La Mystérieuse falaise (The Uninvited)
- 1944 : Quatre Flirts et un cœur (And the Angels Sing)
- 1944 : L'Odyssée du docteur Wassell (The Story of Dr. Wassel)
- 1944 : Hail the Conquering Hero
- 1944 : Le Grand moment
- 1944 : L'Aventure vient de mer (Frenchman's Creek)
- 1944 : Espions sur la Tamise (Ministry of Fear)
- 1944 : Le bonheur est pour demain (And Now Tomorrow)
- 1944 : Une femme sur les bras (Practically Yours) de Mitchell Leisen
- 1945 : Une Médaille pour Benny
- 1945 : Objectif Tokyo
- 1945 : Le Grand John (The Great John L.)
- 1945 : Le Prix du bonheur  (You Came Along) de John Farrow
- 1945 : Le Poids d'un mensonge (Love Letters)
- 1945 : La Duchesse des bas-fonds (Kitty)
- 1945 : Hold That Blonde
- 1945 : Un cœur aux enchères (Out of This World)
- 1946 : Révolte à bord (Two Years Before the Mast), de John Farrow
- 1946 : À chacun son destin (To Each His Own)
- 1946 : Alias Billy the Kid
- 1946 : Le Dahlia Bleu (The Blue Dahlia)
- 1946 : Our Hearts Were Growing Up
- 1946 : The Searching Wind
- 1946 : Californie terre promise (California)
- 1947 : Les Anneaux d'or (Golden Earrings)
- 1947 : Ma femme, la capitaine (Suddenly, It's Spring)
- 1947 : Meurtres à Calcutta (Calcutta)
- 1947 : L'Imparfait Lady
- 1947 : The Trouble with Women (en)
- 1947 : Les Conquérants d'un nouveau monde (Unconquered)
- 1947 : Where There's Life
- 1948 : L'Homme aux abois (I Walk Alone)
- 1948 : La Grande Horloge (The Big Clock)
- 1948 : L'Enjeu (State of the Union)
- 1948 : La Valse de l'empereur
- 1948 : Dream Girl
- 1948 : So Evil My Love
- 1948 : sans Retour Espoir ( Au-delà de la Gloire)
- 1948 : Les Yeux de la nuit (Night has a thousand eyes)
- 1948 : millions fr Miss Tatlock's
- 1948 : Visage pâle (The Paleface)
- 1949 : Samson et Dalila (Samson and Delilah) de Cecil B. DeMille
- 1949 : Les Mirages de la peur (The Accused)
- 1949 : Un Yankee à la cour du roi Arthur (A Connecticut Yankee in King Arthur's Court)
- 1949 : La Chevauchée de l'honneur (Streets of Laredo)
- 1949 : La Corde de sable(Rope of Sand)
- 1949 : Enquête à Chicago Chicago (Délai)
- 1949 : Song of Surrender (en)
- 1949 : Le Démon des armes (Deadly Is the Female)
- 1949 : Sands of Iwo Jima
- 1949 : Tête folle (My foolish Heart), de Mark Robson

#### Années 1950
- 1950 : La Femme à l'écharpe pailletée (The File on Thelma Jordon)
- 1950 : La Rue de traverse (Paid in Full), de William Dieterle
- 1950 : Le Roi du tabac (Bright Leaf)
- 1950 : Celle de nulle part
- 1950 : Les Amants de Capri (September Affair)
- 1950 : Les Rois de la piste (The Fireball)
- 1950 : Rio Grande
- 1951 : La Belle du Montana (Belle Le Grand) d'Allan Dwan
- 1951 : L'Ambitieuse (Payment on Demand)
- 1951 : Le Môme boule-de-gomme (The Lemon Drop Kid) de Sidney Lanfield et Frank Tashlin
- 1951 : La Dame et le Toréador (Bullfighter and the Lady), de Budd Boetticher
- 1951 : Échec au hold-up (Appointment with Danger)
- 1951 : Je veux un millionnaire (A Millionaire for Christy) de George Marshall
- 1951 : Honeychile
- 1951 : Histoire de détective (Detective Story)
- 1951 : The Wild Blue Yonder
- 1951 : Espionne de mon cœur (My Favorite Spy)
- 1952 : Sous le plus grand chapiteau du monde (The Greatest Show on Earth)
- 1952 : L'Ivresse et l'Amour (Something to Live For)
- 1952 : Tout peut arriver (Anything Can Happen)
- 1952 : Scaramouche
- 1952 : The Story of Will Rogers
- 1952 : L'Homme tranquille (The Quiet Man)
- 1952 : Une minute avant l'heure H (One Minute to Zero)
- 1952 : Les Diables de l'Oklahoma (Thunderbirds), de John H. Auer
- 1952 : La Star (The Star)
- 1952 : Barbe-Noire le pirate (Blackbeard, the Pirate)
- 1953 : Les étoiles chantent (The Stars Are Singing) de Norman Taurog
- 1953 : A Perilous Journey
- 1953 : L'Homme des vallées perdues (Shane)
- 1953 : Toutes voiles sur Java (Fair Wind to Java)
- 1953 : Le soleil brille pour tout le monde (The Sun Shines Bright)
- 1953 : L'Éternel féminin (Forever Female)
- 1953 : Le Petit Garçon perdu (Little Boy Lost)
- 1953 : Tonga Tika
- 1953 : Héros sans gloire (Flight Nurse)
- 1954 : Johnny Guitare (Johnny Guitar) avec la chanson du même nom
- 1954 : La Fontaine des amours (Three Coins in the Fountain)
- 1954 : Trouble in the Glen
- 1954 : Romance sans lendemain (About Mrs. Leslie) de Daniel Mann
- 1954 : Light's Diamond Jubilee( TV)
- 1954 : L'Aigle solitaire (The Drum Beat)
- 1954 : Une fille de la province (The Country Girl)
- 1955 : Fils de Sinbad
- 1955 : Strategic Air Command, d'Anthony Mann
- 1955 : La Main gauche du Seigneur (The Left Hand of God)
- 1955 : Les Implacables(The Tall Men)
- 1955 : La Loi du plus fort de Joseph Kane
- 1955 : L'Homme traqué (A Man Alone)
- 1956 : Bing Presents Oreste
- 1956 : Le Conquérant (The Conqueror)
- 1956 : La Horde sauvage (The Maverick Queen)
- 1956 : Un magnifique salaud (The Proud and Profane) de George Seaton
- 1956 : Le Roi des vagabonds (The Vagabond King)
- 1956 : Le Tour du monde en quatre-vingts jours (Around the World in Eighty Days)
- 1957 : Affair in Reno
- 1957 : Les clameurs se sont tues (The Brave One) d'Irving Rapper
- 1957 : Porte de Chine (China Gate), de Samuel Fuller
- 1957 : L'Homme qui n'a jamais ri (The Buster Keaton Story)
- 1957 : Le Jugement des flèches (Run of the Arrow)
- 1957 : Les Amours d'Omar Khayyam (Omar Khayyam)

#### Années 1960
- 1960 : Ces folles filles d'Ève

## Discographie
"Gulliver's Travels/Mr. Bug goes to town" Sepia 1367 
" The Uninvited, The Classic Film Music Of Victor Young" Naxos 8.573368